# Ignacy-Jan-Paderewski-Musikakademie Posen

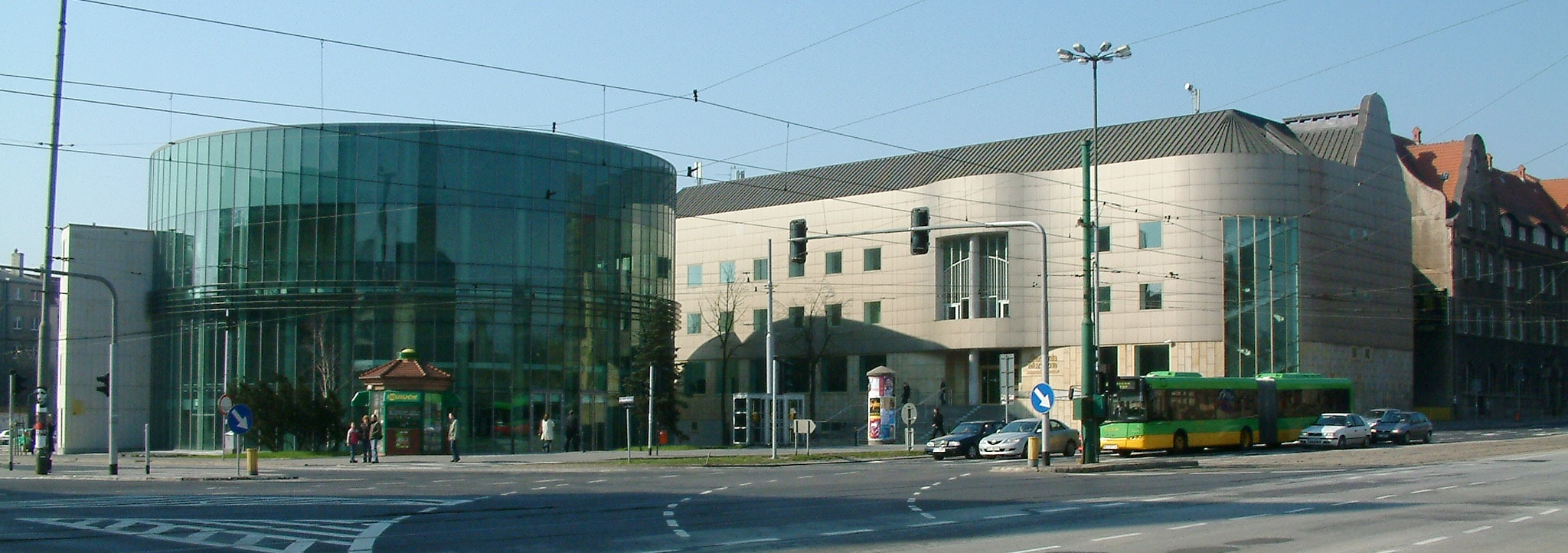
Musikakademie Posen

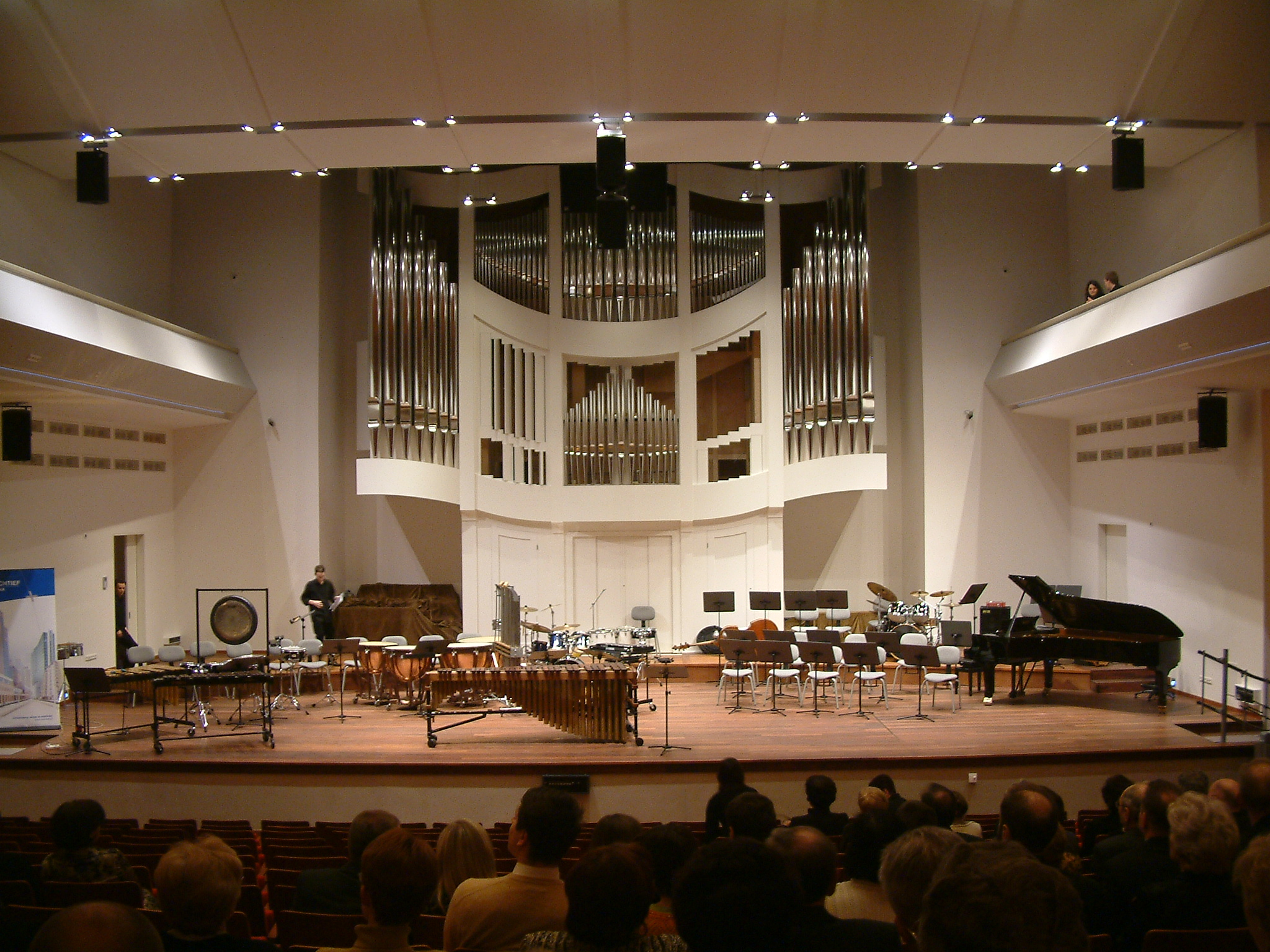
Neue Aula der Musikakademie

Die Ignacy-Jan-Paderewski-Musikakademie Posen (polnisch: Akademia Muzyczna im. Ignacego Jana Paderewskiego w Poznaniu) ist eine 1920 gegründete Musikhochschule in der polnischen Stadt Posen. Namensgeber ist der Pianist, Komponist und Politiker Ignacy Jan Paderewski.

## Geschichte

### Rektoren
- 1920–1926: Henryk Opieński
- 1926–1929: Zygmunt Butkiewicz
- 1930–1939: Zdzisław Jahnke
- 1945–1948: Zdzisław Jahnke
- 1948–1951: Zygmunt Sitowski
- 1951–1961: Wacław Lewandowski
- 1961–1967: Edmund Maćkowiak
- 1967–1981: Stefan Stuligrosz
- 1981–1987: Waldemar Andrzejewski
- 1987–1993: Stanisław Kulczyński
- 1993–1999: Mieczysław Koczorowski
- 1999–2005: Stanisław Pokorski
- 2005–2012: Bogumił Nowicki
- 2012–2020: Halina Lorkowska
- seit 2020: Hanna Kostrzewska[1]

## Fakultäten
1. Komposition, Dirigieren, Musiktheorie und Rhythmik
2. Instrumentalpädagogik
3. Gesang
4. Musikpädagogik, Chordirigieren und Kirchenmusik
5. Saiteninstrumente, Harfe, Gitarre und Zupfinstrumentenmacher

Die Akademie verfügt über zwei Fakultäten an der Nebenstelle in Stettin (Instrumentalpädagogik und Musikpädagogik).

## Ehrendoktoren
- Jan Krenz (2000)[3]
- Stefan Stuligrosz (2002)
- Jadwiga Kaliszewska (2007)
- Wiesław Ochman (2010)
- Andrzej Koszewski (2013)